# والنتین پانیاگوا
والنتین پانیاگوا (انگلیسی: Valentín Paniagua؛ ۲۳ سپتامبر ۱۹۳۶ – ۱۶ اکتبر ۲۰۰۶) یک سیاست‌مدار اهل پرو و از نوامبر ۲۰۰۰ تا ژوئیه ۲۰۰۱ رئیس‌جمهور موقت این کشور بود.